# Muhammad Kamal
Muhammad Kamal (arab. محمد كمال) – egipski zapaśnik walczący w stylu klasycznym. Brązowy medalista mistrzostw Afryki w 1998. Czwarty w Pucharze Świata w 1994 roku.